# Schmidt-Platte

Schmidt-Platte, Strahlrichtung entlang z

Bei der Schmidt-Platte, benannt nach Bernhard Schmidt, handelt es sich um eine Korrekturlinse, die am vorderen Tubusende eines Schmidt-, Schmidt-Cassegrain- oder Schmidt-Newton-Teleskops angebracht ist. 
Sie dient zur Kompensation der sphärischen Aberration des Hauptspiegels. Dieser ist nötig, weil die Blendenanordnung nach Schmidt, welche zur Vermeidung der Koma, die Objekte abseits der optischen Achse verzerrt abbildet, eingesetzt wird, nur mit einem solchen funktioniert.
Die Schmidt-Platte bricht das Licht so, dass die Schnittweite der inneren Strahlen verkürzt und die der äußeren Strahlen verlängert wird.
Der asphärische Schliff dieser Linse erlaubt die Herstellung nahezu komafreier Optiken bei gleichzeitig großem Gesichtsfeld. Die Herstellung der in der Mitte konvexen und am Rand konkaven Schmidt-Platte ist vergleichsweise schwierig.